# The Bike Song
The Bike Song è un brano musicale di Mark Ronson, estratto come secondo singolo dall'album Record Collection, terzo album in studio di Mark Ronson, pubblicato con il nome di Mark Ronson & The Business Intl. Il brano figura la collaborazione del cantante britannico Kyle Falconer, del gruppo indie rock The View e del rapper Spank Rock.
Il video musicale del brano è stato girato in un parco a South London, e vede protagonisti Kyle Falconer e Spank Rock, Joséphine de La Baume, attrice e fidanzata di Ronson, e Rose Elinor Dougall.
Il brano è stato utilizzato per un video utilizzato per promuovere il ciclismo sul sito dei trasporti di Londra, in cui diverse celebrità utilizzano la bicicletta per spostarsi nella città..

## Tracce
Download digitale
1. The Bike Song - 4:23
2. The Bike Song (Major Lazer Remix) - 3:33
3. The Bike Song (Lil Silva Remix) - 5:37

## Classifiche
| Classifica (2011) | Posizione più alta |
| ----------------- | ------------------ |
| Europa            | 64                 |
| Scozia            | 10                 |
| Regno Unito       | 17                 |